# Svay Pao
Svay Pao är ett distrikt i Kambodja.   Det ligger i provinsen Battambang, i den västra delen av landet, 250 km nordväst om huvudstaden Phnom Penh.